# Грінфілд (Іллінойс)
Грінфілд (англ. Greenfield) — місто (англ. city) в США, в окрузі Ґрін штату Іллінойс. Населення — 1059 осіб (2020).

## Географія
Грінфілд розташований за координатами 39°20′40″ пн. ш. 90°12′29″ зх. д. / 39.34444° пн. ш. 90.20806° зх. д. (39.344487, -90.208191).  За даними Бюро перепису населення США в 2010 році місто мало площу 4,61 км², з яких 4,45 км² — суходіл та 0,16 км² — водойми.

## Демографія
Згідно з переписом 2010 року, у місті мешкала 1071 особа в 453 домогосподарствах у складі 300 родин. Густота населення становила 232 особи/км².  Було 513 помешкання (111/км²).
Расовий склад населення:
| - 99,1 % — білих |

До двох чи більше рас належало 0,7 %. Частка іспаномовних становила 0,9 % від усіх жителів.
За віковим діапазоном населення розподілялося таким чином: 23,3 % — особи молодші 18 років, 58,3 % — особи у віці 18—64 років, 18,4 % — особи у віці 65 років та старші. Медіана віку мешканця становила 40,2 року. На 100 осіб жіночої статі у місті припадало 87,9 чоловіків;  на 100 жінок у віці від 18 років та старших — 89,6 чоловіків також старших 18 років.
Середній дохід на одне домашнє господарство  становив 51 575 доларів США (медіана — 35 417), а середній дохід на одну сім'ю — 60 166 доларів (медіана — 53 036). Медіана доходів становила 41 923 долари для чоловіків та 29 286 доларів для жінок. За межею бідності перебувало 16,1 % осіб, у тому числі 23,3 % дітей у віці до 18 років та 7,5 % осіб у віці 65 років та старших.
Цивільне працевлаштоване населення становило 591 осіб. Основні галузі зайнятості: освіта, охорона здоров'я та соціальна допомога — 28,8 %, роздрібна торгівля — 19,6 %, виробництво — 13,0 %, сільське господарство, лісництво, риболовля — 6,4 %.